# Basra (Pakistan)
Pour les articles homonymes, voir Basra.
Basra est un village du district de Chakwal, dans la province du Pendjab au Pakistan.